# Witold Kowalczyk
Witold Kowalczyk (ur. 30 listopada 1953 zm. 23 czerwca 1994 w okolicy Plaški w Chorwacji) – polski wojskowy, kapitan Wojska Polskiego, poległ podczas wykonywania zadania bojowego UNPROFOR w b. Jugosławii, pośmiertnie awansowany na stopień majora.

## Życiorys
Witold Kowalczyk s. Henryka urodził się 30 listopada 1953 r.. Pochodził z Brzegu Dolnego, gdzie ukończył Liceum Ogólnokształcące. Jego dziadek zginął na minie w 1945 r. w Holandii.

### Przebieg służby wojskowej
Witold Kowalczyk rozpoczął we Wrocławiu studia jako podchorąży w Wyższej Szkole Oficerskiej Wojsk Inżynieryjnych. W sierpniu  1975 r. został mianowany na podporucznika. W 1976 r. otrzymał przydział służbowy do Skwierzyny, gdzie objął stanowisko dowódcy plutonu zabezpieczenia inżynieryjno-saperskiego w 11 Polowej Technicznej Bazie Remontowej pełniąc służbę w tej jednostce do 1980 r. W tym samym roku został skierowany do Ośrodka Szkolenia Poligonowego Wojsk Lądowych w Wędrzynie. W 1983 r. objął funkcję dowódcy kompanii maszyn inżynieryjnych w 61 Brygadzie Artylerii Wojsk Obrony Przeciwlotniczej w Skwierzynie. W 1987 r. ukończył wyższy kurs doskonalenia oficerskiego we Wrocławiu. 30 kwietnia 1993 r. rozpoczął służbę na misji w UNPROFOR w b. Jugosławii.

### Misja UNPROFOR
Kpt. Witold Kowalczyk podczas I i II zmiany był na stanowisku dowódcy samodzielnego plutonu inżynieryjno-saperskiego, który był w składzie polskiego batalionu operacyjnego JW. 1135 (POLBATT) z dowódcą płk. Janem Kemparą stacjonujący w Slunju, w Sektorze Północnym z dowódcą sektora gen. bryg. Józefem Chmielem. Były to siły ochronne Organizacji Narodów Zjednoczonych, które powstały na mocy rezolucji Rady Bezpieczeństwa ONZ S/RES/743 w celu zapobieżenia konfliktu, jaki ogarnął w 1991 r. terytorium byłej Jugosławii. Polski batalion operacyjny, w którego składzie był pluton inżynieryjno-saperski, wykonywał swoje zadania tylko za dnia, ponieważ nocą następowała serbsko-chorwacka wymiana ognia, zmuszająca Polaków do wycofania się do schronu (przepisy oenzetowskie zabraniały błękitnym hełmom jakąkolwiek ingerencję zbrojną, a jedynie rozdzielanie walczących sił). Samodzielny pluton inżynieryjno-saperski składał się z dwóch grup rozminowania i jednej drużyny elektryków. 

### Rozminowywanie pod Plaškami, śmierć na misji
10 czerwca 1994 r. rozpoczął służbę w ramach III zmiany polskiego batalionu operacyjnego (POLBATT) otrzymując awans na dowódcę kompanii saperów. 23 czerwca 1994 r. jedna z grup rozminowania plutonu inżynieryjno-saperskiego była z dowódcą kpt. Witoldem Kowalczykiem i oczyszczała z min jedną z dróg biegnących po zboczu góry, drogi w okolicy wsi Plaški, dzielącej chorwackie i serbskie siły w byłej Jugosławii. Około 10.00 grupa rozminowania rozpoczęła rozminowanie na wąskiej szutrowej drodze, która prowadziła do nowego posterunku wystawionego przez trzecią kompanię z polskiego batalionu operacyjnego (POLBATT), w pobliżu Bocino Brdo. Podczas rozminowywania nastąpił wybuch miny wyskakującej w wyniku którego poległ kpt. Witold Kowalczyk i st. chor. Wiesław Kuciński, lekko ranni zostali ppłk Stanisław Fornal i szer. Sylwester Torba. 28 czerwca 2024 r. raport komisji sporządzony po wypadku wskazywał: Wypadek zdarzył się w rejonie prowadzonych prac rozminowania. Po osunięciu zapalnika z czwartej wykrytej miny PMA-3, powracając z kapitanem Kowalczykiem na podstawę wyjściową, najprawdopodobniej chorąży Kuciński wyszedł poza granicę terenu sprawdzonego, następując na minę. Jeden z żołnierzy z tamtej misji st. szer. Tomasz Nehring tak opisał tę sytuację w Polsce Zbrojnej i w książce „Bałkany. Raport z polskich misji”:   

Dowódca plutonu omówił zadanie, dał instrukcje, ustalił kolejność wykonywania prac, żołnierze saperzy podpisali listę wejścia na ścieżkę. Saper szedł na ścieżkę, po wykryciu miny wykrywaczem oznaczał czerwoną chorągiewką z literą M. Kpt. Kowalczyk tego dnia nowo przybyłemu na misję chorążemu Kucińskiemu, pokazywał praktycznie postępowanie z minami według przyjętych procedur. Zabierał go ze sobą i przeprowadzał praktyczne szkolenie, jak rozbroić minę i wykręcić zapalnik. Jeden z żołnierzy saperów wykrył kolejną, czwartą już minę PMA-3. Kapitan podszedł z chorążym, wydobył minę, rozbroił i skierowali się w kierunku podstawy wyjściowej ścieżki. Nagle usłyszałem huk. Gdy opadła chmura kurzu i dymu, zobaczyłem, że na środku drogi leżą kpt. Kowalczyk i chor. Wiesław Kuciński. Nie od razu zrozumiałem, co się stało. Przecież nie poczułem fali uderzeniowej, a byłem zaledwie siedem metrów od miejsca wybuchu. Fala powinna rozejść się promieniście, we wszystkich kierunkach. To była jugosłowiańska PROM-1, mina wyskakująca z ziemi nawet na metr ponad grunt. Po sekundzie następuje detonacja. W tej jednej sekundzie kapitan, wiedząc, co się stanie, tak się ustawił, aby mnie ochronić. Przyjął na siebie główną siłę uderzenia.

### Pochówek, upamiętnienie
Został pochowany na cmentarzu komunalnym w Skwierzynie, miał 40 lat. Postanowieniem Prezydenta RP Lecha Wałęsy został pośmiertnie odznaczony „Krzyżem Zasługi Za Dzielność”, a na podstawie decyzji MON został awansowany pośmiertnie do stopnia majora. 24 października 2018 r. podczas obchodów święta dywizjonu w Skwierzynie jednej z wewnętrznych dróg na terenie kompleksu koszarowego nadano rangę ulicy imienia mjr. Witolda Kowalczyka. 29 maja 2019 r. 35 Skwierzyński dywizjon rakietowy Obrony Powietrznej  wraz z Burmistrzem Miasta Skwierzyna zorganizował uroczyste obchody Dnia Weterana Działań poza Granicami Państwa, a część obchodów odbyła się na cmentarzu komunalnym w Skwierzynie, gdzie delegacje uczciły jego pamięć, a gościem honorowym uroczystości była żona tragicznie poległego Małgorzata Kowalczyk. 23 czerwca 2024 w 30. rocznicę jego śmierci, byli jego żołnierze z plutonu saperów uczestniczący w misji w b. Jugosławii oraz dowódca 35 dywizjonu rakietowego Obrony Powietrznej, burmistrz Skwierzyny i weterani misji pokojowych ONZ z Garnizonu Skwierzyna, uczcili jego pamięć na cmentarzu przy jego grobie.

## Życie prywatne
W 1974 r. zawarł związek małżeński z Małgorzatą, z którą miał syna i córkę. W 1994 r. obchodzili dwudziestolecie małżeństwa. Żona jego pracowała w zakładzie opieki zdrowotnej, syn ukończył Liceum wojskowe w Zielonej Górze, po czym kontynuował naukę w Szkole Podoficerskiej we Wrocławiu i po jej ukończeniu pełnił zawodową służbę w Biurze Ochrony Rządu, a następnie w jednostce wojskowej w Sieradzu. Córka ukończyła studia. Na rok 2019 r. pracowała w policji. Od śmierci męża żona Małgorzata zmagała się z wieloma problemami, w tym z odszkodowaniem z ubezpieczenia, sprawą dotyczącą ustawy zabezpieczenia rodzin i weteranów po misjach zagranicznych, uzyskania świadczeń po zmarłym mężu, historią z dwiema wersjami raportu z miejsca wypadku czy kwestią kwalifikacji śmierci jej męża. W 2004 r. jego żona pojechała do Chorwacji, by zobaczyć miejsce wypadku.

## Awanse
- podporucznik – 1975[4]

(...)
- kapitan – 1983[6]
- major – 1994 (pośmiertnie)[2]

## Ordery, odznaczenia i wyróżnienia
- Krzyż Zasługi za Dzielność – 1994 (pośmiertnie)[3]
- list pochwalny od dowódcy PKW (UNPROFOR) – 1993[12]

i inne